# Большая Лиепукалнс
Большая Лиепукалнс (латыш. Lielais Liepukalns, латг. Lelais Līpkolns) — высочайший холм Латгальской возвышенности в Латвии (289,2 м).
Большая Лиепукалнс занимает пятое место среди самых высоких холмов Латвии. Он расположен южнее села Дзеркали Каунатской волости Резекненского края. Вершина холма покрыта лесом. В 700 м от него находится Дзиеркалю калнс, который разделяет впадина глубиной 64 метра.
В 2011 году на вершине холма была построена деревянная смотровая башня высотой 34 метра.
В районе холма снежный покров сохраняется обычно на 10 дней дольше, чем в среднем по стране.